# Dendronotus regius
Dendronotus regius is een slakkensoort uit de familie van de Dendronotidae. De wetenschappelijke naam van de soort is voor het eerst geldig gepubliceerd in 2008 door Pola & Stout.